# Бодичек
Бодичек (на английски език - Body check или само Checking) e спортен метод в хокея, използвана за интервенция или набор от действия, изпълнявани от играч към противников състезател. Изпълнява се тяло в тяло (рамо в рамо или рамо в тяло), чиято цел е противникът да загуби шайбата.
За да се изпълни бодичек, играчът трябва да имат добра позиция, висока скорост и сила.